# Darrell Armstrong
Darrell Eugene Armstrong (Gastonia, Carolina del Norte, 22 de junio de 1968) es un exjugador y entrenador de baloncesto estadounidense que disputó 14 temporadas en la NBA. Con 1,85 metros de altura, jugaba en la posición de base. Actualmente ejerce como entrenador asistente de los Dallas Mavericks.

## Trayectoria deportiva

### Universidad
Armstrong no jugó al baloncesto hasta su último año en High School, y no volvió a hacerlo hasta su temporada júnior en la Universidad de Fayetteville State, un pequeño college de la segunda división de la NCAA. A pesar de ello, en sus dos años universitarios promedió 14,3 puntos por partido, siendo elegido en el mejor quinteto de su conferencia.

### Profesional
Después de su etapa universitaria no consiguió entrar en el Draft de la NBA, por lo que se tuvo que conformar con jugar en dos ligas menores de Estados Unidos, la USBL y la desaparecida Global Basketball Association, para posteriormente dar el salto a Europa para jugar en el AEK Larnaca, en la liga de Chipre, y posteriormente en el Coren Orense de la Liga ACB española, donde promedió 24,6 puntos y 5,4 rebotes por partido.
Fichó como agente libre por los Orlando Magic en 1995, cuando jugó 5 partidos; para la temporada siguiente, jugó 13 partidos más. A pesar de ello, participó en el concurso de mates en el All-Star Weekend de 1996. No se hizo con un hueco en el equipo hasta la temporada 1997-98, y en la siguiente campaña obtuvo los premios de Mejor Sexto Hombre y Jugador Más Mejorado, siendo el único jugador en la historia de la liga en obtener ambos galardones en una misma temporada. Se hizo con el puesto de titular, y sus números empezaron a destacar, siendo su mejor temporada la 1999-00, promediando 16,2 puntos y 6,1 asistencias. Durante sus 9 años en Florida, los Magic siempre acabaron con un récord positivo, y en 7 ocasiones alcanzaron los play-offs.
En 2003 fichó como agente libre por los New Orleans Hornets, equipo que lo traspasó a Dallas al año siguiente, con los que se plantó en las Finales de la NBA de 2006 perdiendo ante Miami Heat. 
Tras esa temporada, fue traspasado a Indiana Pacers, donde jugó la campaña 2006-07. 
El 1 de octubre de 2007 firmó por New Jersey Nets.
En el total de su carrera promedió 9,2 puntos y 4 asistencias por partido.

### Entrenador
Desde el año 2009 es entrenador asistente en los Dallas Mavericks.

## Estadísticas de su carrera en la NBA

### Temporada regular
| Año     | Equipo      | PJ  | PT  | MPP  | %TC  | %3P  | %TL   | RPP | APP | ROB | TPP | PPP  |
| ------- | ----------- | --- | --- | ---- | ---- | ---- | ----- | --- | --- | --- | --- | ---- |
| 1994–95 | Orlando     | 3   | 0   | 2.7  | .375 | .333 | 1.000 | .3  | 1.0 | .3  | .0  | 3.3  |
| 1995–96 | Orlando     | 13  | 0   | 3.2  | .500 | .500 | 1.000 | .2  | .4  | .5  | .0  | 3.2  |
| 1996–97 | Orlando     | 67  | 0   | 15.1 | .383 | .304 | .868  | 1.1 | 2.6 | .9  | .1  | 6.1  |
| 1997–98 | Orlando     | 48  | 17  | 25.8 | .411 | .368 | .854  | 3.3 | 4.9 | 1.2 | .1  | 9.2  |
| 1998–99 | Orlando     | 50  | 15  | 30.0 | .441 | .365 | .904  | 3.6 | 6.7 | 2.2 | .1  | 13.8 |
| 1999–00 | Orlando     | 82  | 82  | 31.6 | .433 | .340 | .911  | 3.3 | 6.1 | 2.1 | .1  | 16.2 |
| 2000–01 | Orlando     | 75  | 75  | 36.9 | .412 | .355 | .884  | 4.6 | 7.0 | 1.8 | .2  | 15.9 |
| 2001–02 | Orlando     | 82  | 79  | 33.3 | .419 | .349 | .888  | 3.9 | 5.5 | 1.9 | .1  | 12.4 |
| 2002–03 | Orlando     | 82  | 23  | 28.7 | .409 | .336 | .878  | 3.6 | 3.9 | 1.6 | .2  | 9.4  |
| 2003–04 | New Orleans | 79  | 22  | 28.4 | .395 | .315 | .854  | 2.9 | 3.9 | 1.7 | .2  | 10.6 |
| 2004–05 | New Orleans | 14  | 9   | 29.4 | .333 | .243 | .905  | 3.4 | 4.6 | 1.1 | .1  | 10.1 |
| 2004–05 | Dallas      | 52  | 7   | 11.1 | .305 | .268 | .830  | 1.3 | 2.2 | .6  | .1  | 2.3  |
| 2005–06 | Dallas      | 62  | 2   | 10.0 | .336 | .229 | .786  | 1.3 | 1.4 | .4  | .1  | 2.1  |
| 2006–07 | Indiana     | 81  | 4   | 15.7 | .414 | .336 | .785  | 1.7 | 2.4 | .9  | .1  | 5.6  |
| 2007–08 | New Jersey  | 50  | 2   | 11.0 | .364 | .333 | .667  | 1.3 | 1.5 | .6  | .0  | 2.5  |
| Total   | Total       | 840 | 337 | 23.7 | .409 | .334 | .871  | 2.7 | 4.0 | 1.4 | .1  | 9.2  |

### Playoffs
| Año   | Equipo      | PJ | PT | MPP  | %TC  | %3P  | %TL   | RPP | APP | ROB | TPP | PPP  |
| ----- | ----------- | -- | -- | ---- | ---- | ---- | ----- | --- | --- | --- | --- | ---- |
| 1997  | Orlando     | 5  | 0  | 28.6 | .476 | .333 | .846  | 4.2 | 3.4 | 1.6 | .2  | 11.4 |
| 1999  | Orlando     | 4  | 4  | 40.8 | .370 | .375 | 1.000 | 5.0 | 6.3 | 2.2 | .0  | 14.8 |
| 2001  | Orlando     | 4  | 4  | 41.8 | .378 | .368 | .923  | 5.5 | 4.8 | 2.0 | .5  | 13.3 |
| 2002  | Orlando     | 4  | 4  | 39.5 | .476 | .235 | .810  | 2.8 | 3.3 | 1.2 | .0  | 15.3 |
| 2003  | Orlando     | 7  | 1  | 32.3 | .455 | .333 | .909  | 2.4 | 3.7 | .9  | .0  | 9.4  |
| 2004  | New Orleans | 7  | 0  | 21.4 | .235 | .200 | 1.000 | 2.1 | 2.3 | .9  | .0  | 3.4  |
| 2005  | Dallas      | 9  | 0  | 7.3  | .500 | .250 | .000  | .4  | 1.0 | .3  | .2  | 2.0  |
| 2006  | Dallas      | 11 | 0  | 4.3  | .200 | .000 | 1.000 | .6  | .2  | .3  | .1  | .7   |
| Total | Total       | 51 | 13 | 22.0 | .398 | .287 | .900  | 2.3 | 2.5 | .9  | .1  | 6.8  |

## Logros y reconocimientos
- Mejor Sexto Hombre en 1999
- Jugador Más Mejorado en 1999